# グラースヒュッテン (タウヌス)
グラースヒュッテン (ドイツ語: Glashütten) は、ドイツ連邦共和国ヘッセン州ダルムシュタット行政管区に属すホーホタウヌス郡の町村（以下、本項では便宜上「町」と記述する）である。タウヌス山地のケーニヒシュタインに近いタウヌス自然公園に位置するこの町はかつてのグラースヒュッテン、シュロスボルン、オーバーエムスが合併して成立した。

## 地理

### 位置
グラースヒュッテンの町域西部は、ホーホタウヌスの細い山並みの中にあり、タウヌス主脈の3つの山頂を含む: シュロスボルン地区のブッツニッケル (462 m)、グラースヒュッテン地区のグラスコプフ (687 m) とタウヌス山地で2番目に高いクライナー・フェルトベルク (826 m) である。主邑のグラースヒュッテン地区自身は、グラスコプフの西 1 km の連邦道 B8号線沿いにある。B8号線はこの地区内でリーメスと交差している。リーメスはこの町のシュロスボルンとグラースヒュッテンで北の町境をなしている。オーバーエムスはリーメスの北側にある。

### 隣接する市町村
グラースヒュッテンは、北はヴァルトエムス（ラインガウ＝タウヌス郡）およびシュミッテン、東はケーニヒシュタイン（ともにホーホタウヌス郡）、南はケルクハイムおよびエップシュタイン（ともにマイン＝タウヌス郡）、西はイトシュタイン（ラインガウ＝タウヌス郡）と境を接している。

### 自治体の構成
グラースヒュッテンは、グラースヒュッテン、オーバーエムス、シュロスボルンの3地区で構成されている。

## 歴史

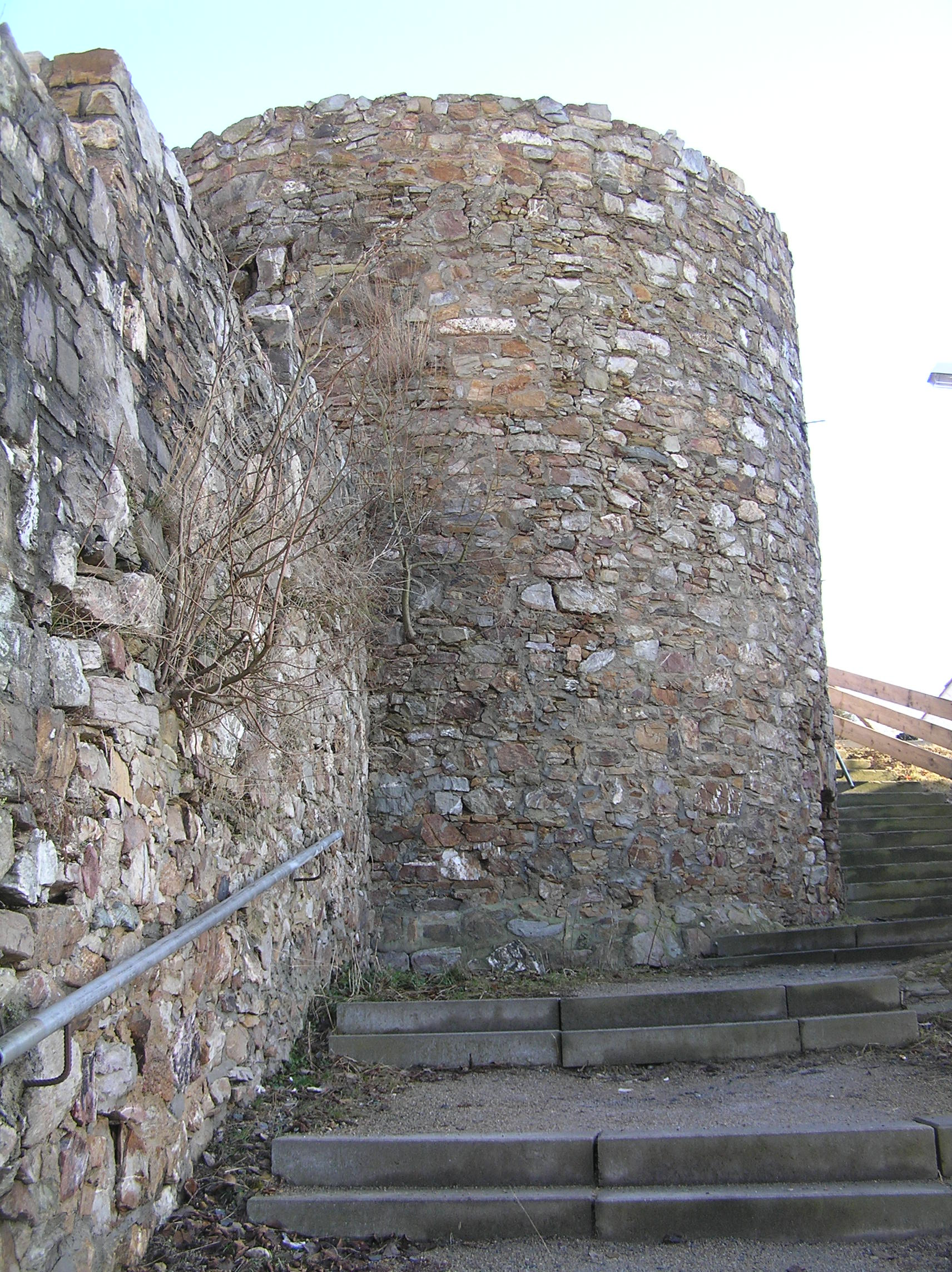
シュロスボルンの市壁と塔の遺構

現在のグラースヒュッテンの町域は、古代のローマ帝国のゲルマニア・スペリオル属州と自由なゲルマニア人との国境地域にあたる。現在の町域の中央をリーメスが通っている。
この地域には、中世初期にはアラマンニ人、後期にはフランク人が住んでいた。
シュロスボルンは1043年、オーバーエムスは1294年に初めて文献に記録されている。この地域はケーニヒシュタイン＝エップシュタイン家の所領で、マインツ選帝侯のレーエンに属したが、オーバーエムスは後にナッサウ伯領となった。
グラースヒュッテン集落は、おそらく集落とグローサー・フェルトベルクとの間の森の中にあった数多くのガラス工房 (Waldglashütten) がその起源であると思われる。当時のガラス工房の遺構は、エムスシュルフトに遺されている。
グラースヒュッテンは1462年4月6日にマインツ司教領のフェーデに巻き込まれた。ケーニヒシュタイン＝エップシュタイン伯エーバーハルトはアドルフ・フォン・ナッサウの最も重要な同盟者の1人であった。ディーター・フォン・イーゼンブルク軍が「守りを固めた陣地」（おそらくケーニヒシュタイン城を示す）を攻撃したが、1462年4月9日にはすでに損害が大きいことから退却したと、歴史家のカール・メンツェルは報告している。グラースヒュッテンの破壊はアドルフに大きな経済的損失をもたらした。
1806年の神聖ローマ帝国崩壊とともに町域全体がナッサウ領、後にはプロイセン領となった。

### 町村合併
1971年12月31日にグラースヒュッテンとオーバーエムスが自由意思に基づいて合併し、新たな町グラースヒュッテンとなった。1972年8月1日にヘッセン州の地域再編に関する州法に従ってシュロスボルンがグラースヒュッテンに編入された。グラースヒュッテンには地区議会や地区長などの行政地区が設けられていない。

## 行政

### 町議会
グラースヒュッテンの町議会は 23議席からなる。

### 首長
- ユッタ・ノータッカー: 1998年 - 2008年
- トーマス・フィッシャー: 2008年 - 2015年
- ブリギッテ・バンネンベルク: 2015年 - 2021年
- トーマス・チェージールスキ: 2021年 -

### 姉妹自治体
- カロンブ（フランス語版、英語版）（フランス、ヴォクリューズ県）1977年[5][6]

### 紋章
グラースヒュッテンの紋章はハインツ・リッツによってデザインされ、1974年4月30日にヘッセン州内務省の認可を得た。図柄は、基部から上方に尾を引く三角図形で左右に分割されている（パイル・リバースト）。三角図形は金の小さな四角形を散らした青地で、金色の獅子の頭部が描かれている。向かって左側は金地に青い塔、向かって右側は金地に根を張った青い木。
この紋章の要素はそれぞれの地区の紋章から採られた。塔はシュロスボルンのもので、中世初期の城砦を表している。木はかつてのグラースヒュッテンの印章に基づくもので、保養地であることを意味している。ナッサウの獅子はオーバーエムスのもので、他の2地区とは異なり中世盛期からすでにマインツ選帝侯領ではなくナッサウ＝ウージンゲン侯領に属していたことを象徴している。

## 経済と社会資本

### 交通
グラースヒュッテンは、連邦道 B8号線（エンメリヒ - パッサウ）沿いに位置している。
この町は、ライン＝マイン交通連盟 (RMV) のバス路線を介して公共旅客交通に結ばれている。
町内をドイツ・リーメス自転車道が通っている。この自転車道は、オーバーゲルマニシャー＝レティシャー・リーメス沿いに、ライン川沿いのバート・ヘニンゲンからドナウ川沿いのレーゲンスブルクまで 818 km 以上を結んでいる。

## 文化と見所

### 見所
グラースヒュッテンは、ライン＝マイン地方全域からの日帰り観光地となっている。この町の見所は以下のものがある。

#### 森のガラス工房エムスバッハシュルフト

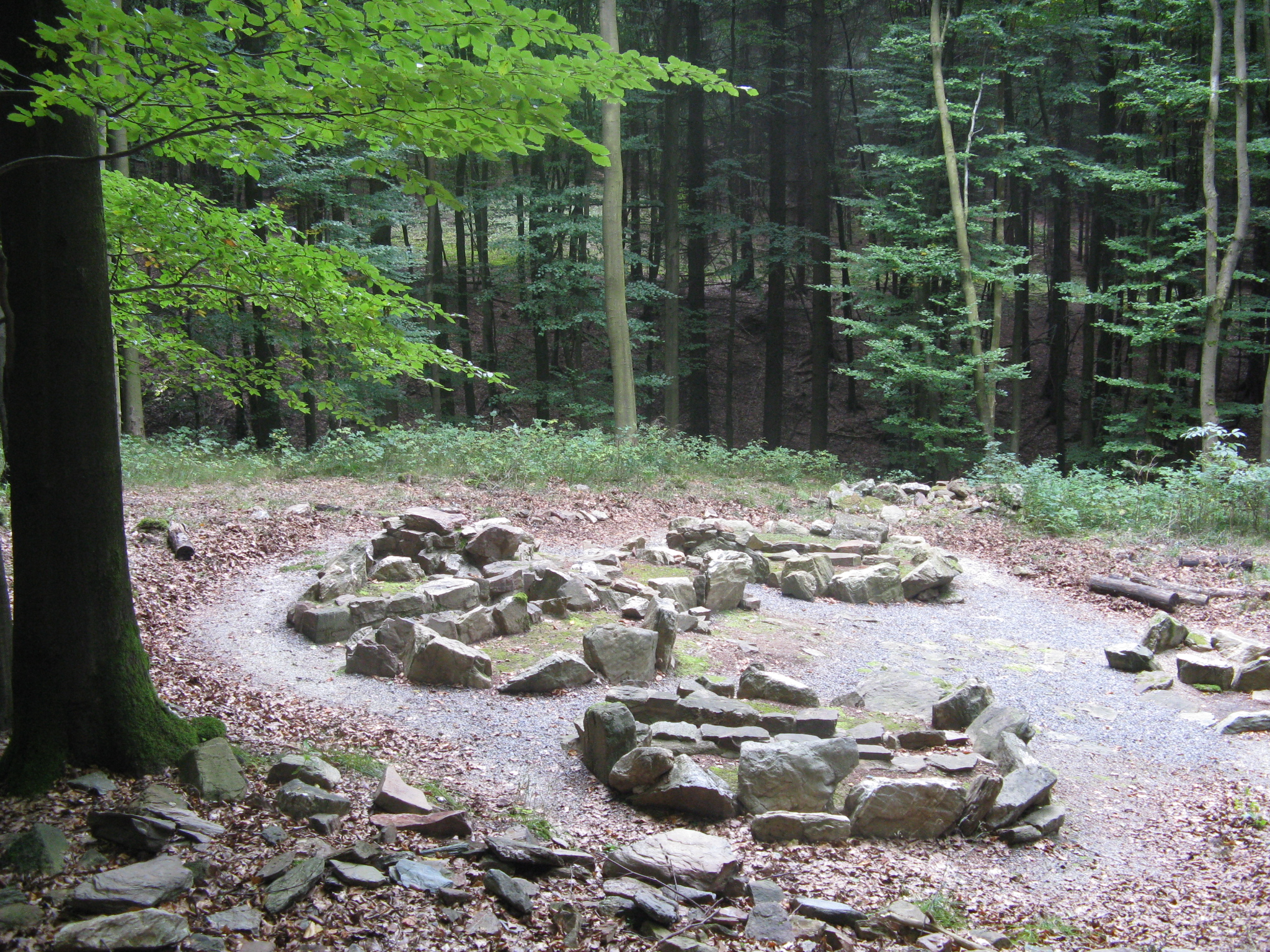
森のガラス工房エムスバッハシュルフト

森のガラス工房エムスバッハシュルフトの跡はエムスバッハ川の峡谷状の谷にある。ガラス工房は広さ約 300 m2 で、中央炉と4つの副炉からなる。成立は1450年頃とされている。2000年に考古学者ペーター・シュテップーンの学術指導の下で発掘調査が行われた。翌2001年に観察目的で現状保存がなされた。
最大の炉は北側にあり (約 7 × 4 m)、窓状の開口部がいくつも開いていた。内部には約 1.7 × 0.6 m の壺台があり、融解ガラスを入れた粘土製のガラス壺が2から3個置かれており、開口部からガラス職人がガラスを採取した。残りの炉では器がゆっくりと冷却されたり、原料が乾燥されたりしていた。また、板ガラス製造のための伸展炉もあった。ガラス作りのためには中央炉の温度は1200℃が必要であった。残りの冷却炉は400℃程度であった。熱源はブナの薪が用いられた。
集落からガラス工房まで「ヴァルトグラスヴェーク」が通っている。この遊歩道はガラス作品に縁取られており、ガラスをテーマとしている。

#### リーメス
ガラス工房の北西にマイゼルの小城がある。ここには広さ約 0.7 ヘクタールの石造建築が保存されている。この建物は160年頃にリーメスの強化のために設けられた。リーメス上の門の跡は、この敷地内にはっきりと見ることができる。
リーメス自体は、この町域を貫いて伸びている。かつてのフェルトベルク城もグラースヒュッテンに含まれる。この城の北西壁はニーダーライフェンベルクとの境界上にある。グラースヒュッテン地区の北の入り口にリーメスへの「玄関口」が設けられ、リーメス遊歩道の出発点として用いられることになっている。

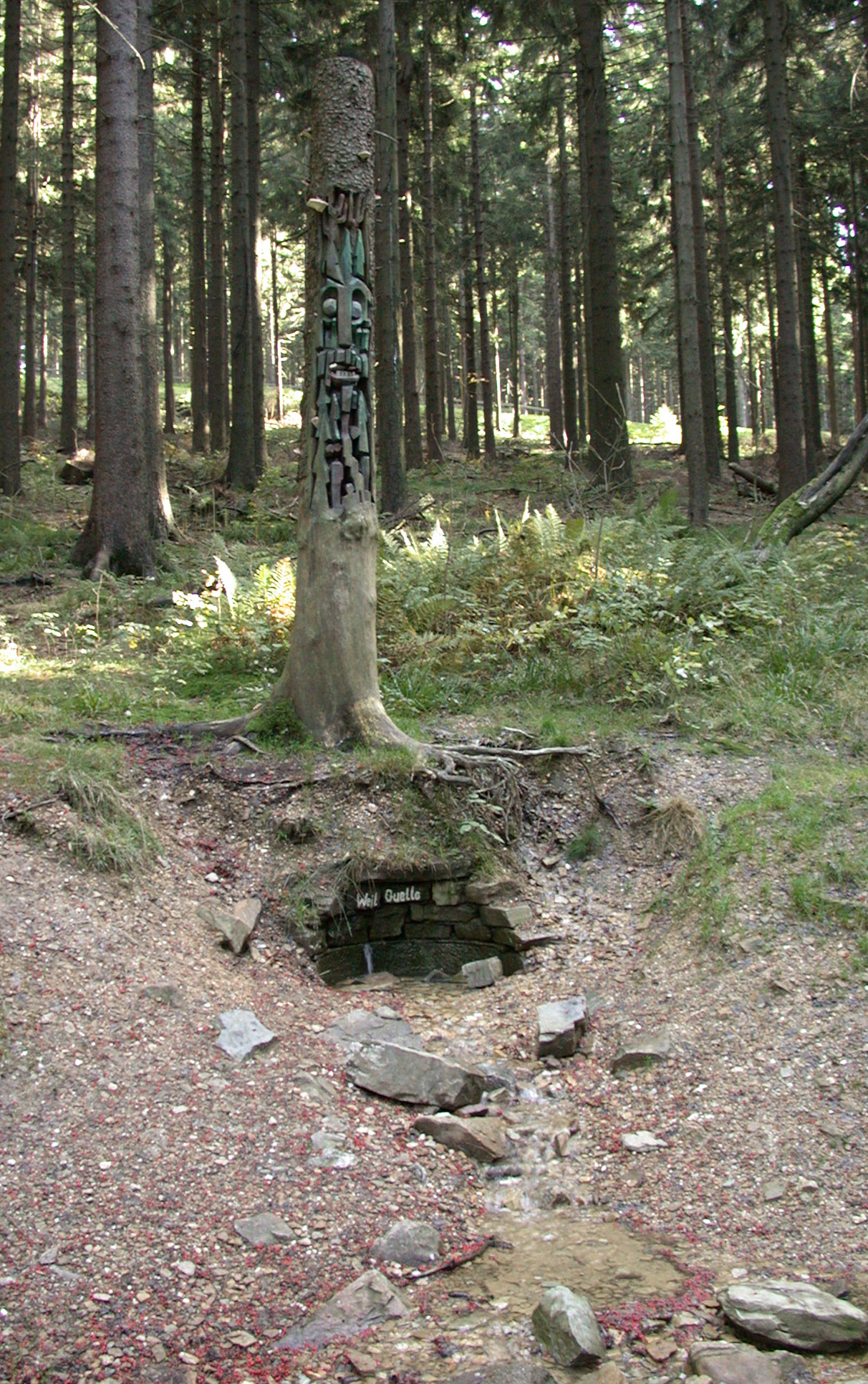
ヴァイル川の水源

#### ヴァイル川の水源
ヴァイル川の水源は、地理上はグラスコプフの反対斜面にあり、このため観光客はニーダーライフェンベルクからここへやってくるが、実際は（かろうじて）グラースヒュッテン町内に位置している。

#### 遊歩道
ハイキング、散策、サイクリングのための一連の遊歩道がグラースヒュッテン周辺のタウヌス山地を結んでいる。この町では2本の欧州広域遊歩道 E1号線（南北）とE3号線（東西）とが交差している。